# 南扶水库
南扶水库是中国海南省定安县境内的一座水库，位于南渡河上，建于1965年。水库正常库容为5467万立方米，平均水深为6.00米，集雨面积为64.5平方千米，海拔为70.71米。南丽湖风景名胜区位于该水库。